# 베르베르어파
베르베르어파(Berber)는 북아프리카의 베르베르인들이 사용하는 밀접하게 연관된 언어들의 집합이다. 베르베르어는 자기명칭으로 아마지그어(Amazigh)나 타마지그트(Tamazight, ⵜⴰⵎⴰⵣⵉⵖⵜ)라고 하며, 모로코, 알제리, 튀니지, 리비아에서 주로 사용된다. 한편 투아레그어(타마셰크)라는 독자적인 분파의 언어를 쓰는 투아레그인은 사하라 사막과 사헬 지대 서북부에 넓게 퍼져 있다.
중세에 아랍어가 널리 퍼지기 전, 적어도 수천 년 전부터 북아프리카 지역에서 사용되었다. 고대부터 아브자드형 문자인 티피나그 문자로 표기되었다. 오늘날 모로코와 알제리에서는 아랍어와 함께 공용어로 지정되어 있다.

## 분류
제나가어, 테체레트어, 투아레그어를 제외한 모든 베르베르 언어들은 방언 연속체를 이루기 때문에, 서로 가깝고 트리 모델로 분류하기 어렵다.
- 북부 베르베르어
  - 카빌어
  - 아틀라스어군
    - 중앙 아틀라스 타마지그트어
    - 실하어
    - 산하자어
    - 고마라어

  - 제나티어군
    - 리프어
    - 세그루셰니어
    - 동부 중앙 아틀라스 베르베르어
    - 셰누아어
    - 샤위야어
    - 므자브와르글라어군
    - 동부 제나티어군
- 동부 베르베르어군
- 서부 베르베르어
  - 제나가어
  - 테체레트어
- 투아레그어군
- 관체어?
- 누미디아어?